# Ctenus denticulatus (Benoit)
Ctenus denticulatus là một loài nhện trong họ Ctenidae.
Loài này thuộc chi Ctenus. Ctenus denticulatus được Benoit miêu tả năm 1981.